# Aku Ankka
Aku Ankka est un magazine finlandais de bande dessinée lancé le 5 décembre 1951 par l'éditeur Sanoma, au moment du cinquantième anniversaire de Walt Disney, créateur de Mickey Mouse et Donald Duck. Aku Ankka est le nom du personnage de fiction Donald Duck en finnois.
La popularité des personnages de l'univers de Donald Duck est telle qu'en 2004, d'après le rédacteur en chef Jukka Heiskanen Aku Ankka est tiré à 295 000 exemplaires, l'un des plus gros tirages pour un magazine hebdomadaire en Finlande. Il serait lu par 1,3 million de lecteurs pour une population nationale d'environ 5 millions de personnes.
Le magazine a permis plusieurs fois la venue du dessinateur Keno Don Rosa en Finlande, voyage qui lui inspira la Quête du Kalevala, publiée en novembre 1999.
Le 13 mars 2001, la poste finlandaise a émis un bloc-feuillet de cinq timbres-poste pour le cinquantième anniversaire de la revue.